# Argiragus
Argiragus, Arvirargus o Arviragus fue un líder de la tribu celta de los brigantes del siglo II.

## Historia
El poeta romano Juvenal, escribe a comienzos del siglo II d. C. una escena donde un romano insta a su hijo a alcanzar la gloria destruyendo los fuertes de los Brigantes. En efecto, hay referencias históricas y arqueológicas que evidencian un levantamiento en el norte de Gran Bretaña entre el 100 y 105 bajo el liderazgo del rey Argiragus.
El mismo Juvenal en uno de sus poema satíricos ubicado en la era de Domiciano (81-96) escenifica un augurio por el que profetiza al emperador que "se obtendrá una gran victoria, caerá algún rey enemigo, o al menos Arviragus caerá de su carro".
En Chesterholm, en Northumberland, se halló un borrador de carta escrito por Lucio Neratio Marcelo, gobernador de Britania entre el 100-103, lo que sugiere que la resistencia de la tribu de los brigantes era de tal magnitud que requería la presencia del gobernador provincial en esa remota fortaleza de los páramos de Northumberland.
Asimismo el registro arqueológico indica que muchas fortalezas al norte de la Muralla de Adriano fueron incendiadas en la misma época. Los fuertes ubicados en territorio de los votadini, selgovae y novantae fueron destruidos por el fuego entre el 100 y el 105. Hayan sido destruidos por los rebeldes o por los mismos romanos en un intento de retroceder a fronteras seguras, la evidencia indica que el levantamiento de Argiragus fue acompañado por una sublevación general en las tierras bajas de Escocia. Aunque el dominio romano sobre los brigantes se repuso, por un tiempo obligó al abandono de Escocia y a la retirada a la línea Tyne-Solway, al denominado «camino de piedra» (Stanegate).